# گذرگاه چنداربابی
گذرگاه چنداربابی یا گذرگاه مالتی‌مستر یک گذرگاه (رایانه) است که در آن چندین ارباب گذرگاه روی گذرگاه حضور دارند.
این ساختار زمانی به‌کار می‌رود که بیش از گره در گذرگاه نیاز دارند که شروع به انتقال داده بکنند.
به‌عنوان مثال، دستیابی مستقیم به حافظه (اختصاری DMA) برای انتقال داده میان تجهیزات جانبی و حافظه بدون نیاز به استفاده از واحد پردازش مرکزی (اختصاری CPU) به کار می‌رود.
برخی گذرگاه‌ها مانند I²C به‌طور ذاتی مالتی‌مستر هستند تا هر گره بتواند انتقال داده با گره‌ای دیگر را آغاز کند.